# 井上誠 (音楽家)
井上 誠（いのうえ まこと、1956年〈昭和31年〉7月2日-）は、日本の音楽家、音楽プロデューサーである。

## 来歴
東京キッドブラザースの劇団員として1972年から1978年まで在籍。2003年から同劇団のアーカイヴ作業を開始。1977年よりシンセサイザーと改造メロトロンを使った音楽制作を始める。ヒカシュー のメンバーとして1977年から1991年まで在籍。当時はアミューズに所属していた。イノヤマランドのメンバーとして1982年から現在に至る。ゴジラ伝説の企画、制作、コンサート活動を1983年から現在に至る。伊福部昭の研究と音源発掘、CD制作等の活動を1983年から開始。天井桟敷の作曲家J・A・シーザーの音楽アーカイブ作業を1999年から開始。

## ヒカシュー
1977年8月、巻上公一がプロデュースする演劇の音楽を担当した井上誠と山下康によって結成された。そこへ逆瀬川健治、若林忠宏ら民族楽器演奏家が加わり、エレクトロニクスとエスニックの共存する即興演奏集団として8ヶ月間活動する。この時期の記録音源は後にPRE HIKASHU名義でCD化された。
1978年7月には井上、山下以外のメンバーと入れ替わりで巻上、海琳正道（三田超人）、戸辺哲がヒカシューに参加、この5人で同年9月よりテクノポップバンドのスタイルでライブ活動を開始した。
1979年には近田春夫のプロデュースによる1stシングル『20世紀の終わりに／ドロドロ』（東芝EMI）でメジャー・デビュー。井上は1991年まで所属し、16枚のアルバム制作とコンサート活動に関わった。
- 井上の参加した主なLP、CD
  - LP
    - 1980年『ヒカシュー 』東芝EMI[注釈 1]
    - 1980年『夏』東芝EMI[注釈 1]
    - 1981年『うわさの人類』東芝EMI[注釈 1]
    - 1982年『民族の祭典』東芝EMI[注釈 1]
    - 1984年『私の愉しみ』バルコニー[注釈 1]
    - 1984年『水に流して』日本ミュージカラー[注釈 1]
    - 1984年『日本の笑顔』スピノザ[注釈 1]
    - 1985年『そばでよければ』日本ミュージカラー[注釈 1]
    - 1988年『人間の顔』紅白レーベル[注釈 1]

  - CD
    - 1989年『ヒカシュー LIVE!』パズリン
    - 1990年『丁重なおもてなし』バップ
    - 1991年『はなうたはじめHumming soon』バップ
    - 1996年『ヒカシュー 1978』東芝EMI
    - 1998年『PRE HIKASHU』TRANSONIC（reissue：2002年）
    - 1998年『PRE HIKASHU 1978年春<LIVE・PART2>』TRANSONIC（reissue：2002年）
    - 2001年『HIKASHU HISTORY』Tzadik
    - 2013年『チャクラ開き』ブリッジ
    - 2017年『あんぐり』MAKIGAMI RECORDS
    - 2019年『天井棧敷館ライブ1978 - House of Tenjo-Sajiki Live 1978(2CD)』（PRE HIKASHU名義）ExT Recordings

## イノヤマランド
1982年、山下康がヒカシューを退団、それまで井上と2人でヒカシュー名義で行なっていたラジオ番組の音楽制作ユニット名をイノヤマランドに改め、同年9月にはイノヤマランドとして初のライブを開催した。
1983年、細野晴臣のプロデュースによる1stアルバム『DANZINDAN-POJIDON』(Alfa ¥EN MEDIUM)をリリース。
1987年からは環境音楽制作会社の依頼により、全国の博覧会、博物館、大型商業施設などの環境音楽設計制作を行なうようになる。
2015年ごろからヨーロッパ各国のDJを中心に再評価が始まり、2018年から現在までに7タイトルのCDアルバムがリリースされた。
- LP
  - 1983年『DANZINDAN-POJIDON』Alfa ¥EN MEDIUM
  - 2018年『DANZINDAN-POJIDON』 [New Master Edition] ExT Recordings
- CD
  - 1989年『Medi Music 不眠』東芝EMI　『Medi Music 疲労』東芝EMI
  - 1995年『DANZINDAN-POJIDON』Alfa
  - 1997年『INOYAMALAND』CRESCENT
  - 1998年『Music for Myxomycetes』TRANSONIC（2002年5月29日発売）
  - 1999年『1984 PITHECANTHROPUS』TRANSONIC（2002年5月25日発売）
  - 2000年『Egiptology』A Paris Tropico Production(CD-R)
  - 2018年『COLLECTING NET』ExT Recordings
  - 2018年『Music for Myxomycetes [Deluxe Edition] 』ExT Recordings
  - 2018年『DANZINDAN-POJIDON [New Master Edition] 』ExT Recordings
  - 2018年『INOYAMALAND [Remaster Edition] 』ExT Recordings
  - 2019年『LIVE ARCHIVES 1978-1984 -SHOWA-』ExT Recordings
  - 2020年『SWIVA』ExT Recordings

## ゴジラ伝説
『ゴジラ伝説』（ゴジラでんせつ、英語: GODZILLA LEGEND）は井上誠が東宝特撮映画音楽をシンセサイザーの多重録音とロックを基調としたアレンジで再構成したトリビュート・コンピレーション・アルバム。
巻上公一、上野耕路、戸川純、立花ハジメ、高木完など1980年代当時の先鋭的なミュージシャン達に加え、全国から集まったゴジラファンによる大合唱など総勢100人を超す人々が参加した。
1983年4月にキングレコードのスターチャイルドレーベルより『ゴジラ伝説』を発売後、1984年1月に『ゴジラ伝説II』、同年12月に『ゴジラ伝説III』とシリーズ化された。
『ゴジラ伝説』『ゴジラ伝説II』に収録の特撮映画音楽はすべて伊福部昭作曲、『ゴジラ伝説III』では古関裕而、佐藤勝、石井歓の映画音楽も加えられた。
『ゴジラ伝説』はオリコンにもチャートインし、1984年のキングレコードLPヒット賞を受賞した。
1986年、『ゴジラ伝説』シリーズ3枚の収録曲を映画公開順に再構成したCD『ゴジラ伝説 CHRONOLOGY・1』『ゴジラ伝説 CHRONOLOGY・2』発売。
1990年、東宝映像事業部がビデオソフト版『ゴジラ伝説』発売。『ゴジラ伝説』の収録曲に歴代ゴジラシリーズの名場面を編集したもので、当時まだソフト化されていない映像の集大成としても話題になった。後に『ゴジラファンタジー』とのカップリングでレーザーディスク化され、現在はDVD BOX『GODZILLA FINAL BOX』に収録。
1991年11月5日、LP全3枚に4曲のボーナストラックを加えた3枚組CD『ゴジラ伝説BOX』をキングレコードより限定発売。
2014年6月、LP全3枚をそれぞれ復刻紙ジャケットに収蔵し、新録音の『ゴジラ伝説lV』を追加した4枚組CD『ゴジラ伝説BOX』を株式会社ブリッジより発売。
2017年4月28日にNYのJapan Societyでゴジラ伝説コンサート(Godzilla Legend-Music of Akira Ifukube)を開催。メンバーは井上誠、ヒカシュー、チャラン・ポ・ランタンにホーン3人の総勢11人。4月29日と30日にはこのコンサート参加メンバー全員によるセッション・レコーディングが同地の EASTSIDE SOUND STUDIOSで行われた。この録音は5月にニューヨークでミックスされ、9月にキングレコードより『ゴジラ伝説Ｖ』として発売。
- LP
  - 1983年『ゴジラ伝説』キングレコード
  - 1984年『ゴジラ伝説II』キングレコード
  - 1984年『ゴジラ伝説III』キングレコード
- CD
  - 1986年『ゴジラ伝説 CHRONOLOGY・1』『ゴジラ伝説 CHRONOLOGY・2』キングレコード
  - 1991年『ゴジラ伝説BOX(3CD)』スターチャイルド
  - 2014年『ゴジラ伝説(4CD)』BRIDGE
  - 2017年『ゴジラ伝説 V』キングレコード
- 映像作品
  - 1984年『ゴジラ伝説 夢の王国見聞録』（ビデオソフト）東宝
  - 1986年『ゴジラファンタジー(SF交響ファンタジー)/ゴジラ伝説 夢の王国見聞録 SF怪獣・シンセサウンド』（レーザーディスク）東宝

## 伊福部昭
『ゴジラ』など多くの映画音楽を作曲してきた伊福部昭は、1914年北海道に生まれ、独学で作曲を学んだ。その純音楽作品は、戦前は先鋭的過ぎる作風が中央の楽団に理解されず、戦後は民族的、土俗的とされる作風が時代の風潮に合わないとの理由で不当な評価を受けていた。1947年からは映画にも携わるようになり、『ゴジラ』『ビルマの竪琴』『座頭市』など300作品以上の映画音楽を作曲している。1970年代中頃から伊福部の純音楽作品が再評価され始め、また1977年には映画音楽作品を集めたアルバム『伊福部昭の世界』のヒットにより『ゴジラ』など特撮映画の音楽も再び注目されるようになった。
1983年頃から井上は『ゴジラ伝説』関連のメディア取材で度々伊福部昭邸を訪れる。その縁から伊福部は散逸していた映画音楽の楽譜整理を井上に一任、井上は伊福部邸に現存する映画音楽の総譜をすべて借り受け、年月をかけて映画作品ごとに仕分けたライブラリーを作成、以後は伊福部映画音楽のライブラリアンを務めている。
1986年にプロデュースしたアルバム『オスティナート』から2014年スタートの『伊福部昭百年紀』シリーズへと、伊福部昭の映画音楽スコアをオーケストラで蘇演する活動を推進する一方で、古い映画音楽のサントラ制作にも多く関わって来た。
映画『ゴジラ』（1984年版）では、監督の橋本幸治から伊福部監修のもと音楽担当に起用することを提案されていたが、井上は畏れ多いとしてこれを断っている。
- 井上の関わった主なCD / レーベル / 役職
  - 1986年『OSTINATO』キングレコード / プロデュース
  - 1992年『完全収録AKIRA IFUKUBE』（全11巻）ユーメックス / 構成・解説（9、10巻はディレクター）
  - 1993年『サウンドコレクション・ゴジラvsメカゴジラ(LD)』東宝 / 協力（解説）
  - 1995年『映画音楽全集』（全10巻）SLC / 解説（追加楽曲選曲、編集）
  - 1995年『伊福部昭の芸術』（全11巻の内1 - 7）キングレコード / 協力
  - 1996年『舞台音楽全集』（全4巻）バップ / 企画
  - 1997年『未発表映画音楽全集』（全6巻）バップ / 企画・構成・解説
  - 1997年『東宝怪獣映画選集』（全11巻）東芝EMI / 協力（オーケストレーション一覧製作）
  - 1999年『映画音楽選集』キングレコード / 選曲、スコア監修
  - 2004年『50th ANNIVERSARY GODZILLA SOUNDTRACK PERFECT COLLECTION』THM / 解説執筆
  - 2014年『伊福部昭百年紀』スリーシェルズ / 監修

## 東京キッドブラザース
東京キッドブラザースは1968年に東由多加が設立したミュージカル劇団。1970年に下田逸郎作曲のロックミュージカル『GOLDENBAT』をニューヨークで上演、現地の演劇評論家に絶賛され現地での長期公演を成功させた。
井上誠は1970年に日本で上演されたロックミュージカル『HAIR』の音楽に強い感銘を受け、同系統の音楽的志向を持つ劇団として東京キッドブラザースを知る。
1972年7月に湯河原中学校の先輩巻上公一と一緒に劇団事務所を訪ね、8月には東由多加の提唱するコミューン建設運動『さくらんぼユートピア』に参加。9月に行われた劇団の劇中歌コンサート『星を歌え』以降、6年間に渡って劇団の舞台制作に携わった。この内、『THE CITY』(1974年)のニューヨーク、ロンドン公演では舞台美術と音響、『黄色いリボンPART II』『一つの同じドア』（1977年）では演出助手を務めた。
1999年11月には東京キッドブラザースのメンバーが多数参加した下田逸郎の1stアルバム『遺言歌』(1971年)の復刻に携わり、それ以降も6枚組CD BOX『東京キッドブラザース全漂流記』の企画構成や、過去にリリースされた東京キッドブラザースの劇中歌レコードをCDで復刻する作業を続けている。
2000年4月に東由多加が他界し劇団が解散した後は、渋谷や西伊豆での追悼イベントの制作スタッフを務めた。
2010年1月に下田逸郎がラママ・シアター(ニューヨーク)で上演した音楽劇『THE LAST GOLDENBAT』では舞台制作スタッフとして参加した。
- 井上の関わった主なCD／役職
  - 1999年『遺言歌』P-VINE RECORDS
  - 2001年『全漂流記(6CD)』P-VINE RECORDS
  - 2005年『君の歌が聴こえる』P-VINE RECORDS
  - 2014年『西遊記』FUJI
  - 2015年『帰ってきた黄金バット(2CD)』FUJI
  - 2015年『南総里見八犬伝』FUJI

## J・A・シーザー
J・A・シーザーは日本の作曲家、作詞家、演出家。1969年に寺山修司率いる演劇実験室・天井棧敷に音楽担当者として入団。現在は演劇実験室◎万有引力主宰者。
井上は1973年2月3日と4日に開催されたJ・A・シーザーの国内初リサイタルを両日とも鑑賞し、その独創的な音楽構成術に強く惹かれる。同年3月下旬、井上は当時所属していた劇団・東京キッドブラザースのツテで渋谷の天井棧敷館にシーザーを訪ね、リサイタル開催の経緯などの話を伺った。その後も数回に渡って天井棧敷館に通い、シーザーの舞台音楽を録音したテープを借り受けては、その都度東京キッドブラザースの劇団事務所でダビングしていた。
井上はこのダビングテープを音楽業界の知人に紹介し、シーザーの天井棧敷時代の音源をCD化する作業を開始した。
- 井上の関わった主なCD / レーベル / 役職
  - 1999年『サントラ盤‼︎ 書を捨てよ町へ出よう』P-vine / 解説
  - 1999年『邪宗門(CD BOOK)』P-vine / 著者（宇田川岳夫、とうじ魔とうじと連名）
  - 2008年『天井桟敷音楽作品集(5CD)』FUJI / 総合プロデュース、本文解説
  - 2012年『伝奇音楽集 鬼火 天井棧敷音楽作品集Vol.2 (5CD)』FUJI / 総合プロデュース、本文解説
  - 2012年『ある家族の血の起源 天井棧敷音楽作品集Vol.3  (5CD)』FUJI / 総合プロデュース、本文解説
  - 2012年『奴婢訓』FUJI / 総合プロデュース、本文解説
  - 2012年『J・A・シーザーコンサート 山に上りて告げよ(CD＋DVD)』FUJI / 総合プロデュース、本文解説
  - 2013年『レミング 世界の果てまで連れてって』FUJI / 総合プロデュース
  - 2013年『身毒丸/草迷宮 天井棧敷音楽作品集vol.4  (5CD)』FUJI / 総合プロデュース、本文解説
  - 2013年『国境巡礼歌 完全盤(2CD)』FUJI / 総合プロデュース
  - 2014年『大鳥の来る日~THE END OF THE WORLD~(2CD) 』FUJI / 総合プロデュース、解説
  - 2014年『書を捨てよ町へ出よう 天井棧敷 演劇&映画音楽集』FUJI / 総合プロデュース、解説
  - 2015年『青少年のためのJ・A・シーザー入門(2CD) 』FUJI / 総合プロデュース、解説
  - 2015年『身毒丸 -PERFECT BOX-(4CD+1DVD) 』FUJI / 総合プロデュース(飛永聖と連名)
  - 2015年『青少年のためのJ・A・シーザー探求』FUJI / 総合プロデュース、解説
  - 2016年『ある家族の血の起源』FUJI / 解説
  - 2017年『J・A・シーザーリサイタル 荒野より(2CD)』FUJI / 解説

## 個人活動
- 井上誠名義で参加した主なLP、CD
  - 1980年(LP)『星くず兄弟の伝説』近田春夫 / 日本コロムビア[注釈 1]
  - 1985年(LP)『ピグマリオ ビジュアル・サウンド・シリーズ』井上誠&ヒカシュー ファミリー / キングレコード
  - 1990年(CD)『キネマ』梅津和時 / NECアベニュー
  - 1991年(CD)『亜土バルーンに乗って』水森亜土 / バンダイ・カンパニー
  - 2001年(CD)『にぎみたま』逆瀬川健治 / 想波堂

## TVCM
- 1984年 森下仁丹「白仁丹 ビートたけし1　」「森下仁丹 白仁丹ビートたけし2　スーしませう」
- 1989年　カルピスKK「オリゴCC 斉藤由貴1」「オリゴCC 斉藤由貴2」

他にイノヤマランド名義でグッドイヤー、NEC、西武百貨店、資生堂など 

## 著書
- 1981年『ぼく、こんなにおばかさん　ヒカシュー 』（海琳正道、戸辺哲、井上誠、山下康、巻上公一）講談社
- 1992年『伊福部昭の宇宙』（冨樫康、小宮多美江、片山素秀、小村公次、井上誠、上野耕路）音楽乃友社
- 1998年『伊福部昭の映画音楽』（小林淳、井上誠）
- 2016年『J・A・シーザーの世界(完全版)』（J・A・シーザー、宇田川岳夫、井上誠）ディスクユニオン